# Wafa Mustafa
Wafa Mustafa é uma jornalista e activista da Síria que faz campanha pela libertação de detidos sírios. Como membro do Families for Freedom, ela tem feito lobby extensivo junto do Conselho de Segurança das Nações Unidas para pedir a divulgação dos nomes e localizações de todos aqueles que as autoridades sírias mantêm em cativeiro. Mustafa citou que a motivação para o seu ativismo foi o desaparecimento do seu próprio pai, Ali Mustafa, um activista de direitos humanos, que foi detido em julho de 2013. Assediado já em 2011 pelas forças de segurança do Estado, Ali foi preso com o seu colega Hussam al-Dhafri por homens armados à paisana no início dos protestos contra o regime. Hoje, Wafa Mustafa trabalha para obter qualquer informação sobre o seu pai e outros refugiados detidos.